# Villa Schönow
Villa Schönow ist eine Erzählung von Wilhelm Raabe, die vom März 1882 bis zum April 1883 entstand und Ende 1884 bei Westermann in Braunschweig erschien. 1903 legte Erich Janke in Berlin das Buch neu auf. Als eine Ursache für die zögerliche Aufnahme des Werkes durch das zeitgenössische Lesepublikum vermutet Schreinert das durchgängige Berlinern der hauptstädtischen Protagonisten.
Um 1882 erweist sich der Berliner Unternehmer Wilhelm Schönow in der Provinz als Wohltäter zweier Waisen.

## Inhalt
Herr Schönow, der alte Düppelstürmer und Königgrätzer, vormals Königlich Kaiserlicher Unteroffizier im siebten brandenburgischen Infanterieregiment, hat in den Bergen Schieferbrüche gekauft. Mit dem Schiefer werden die Dächer seines Berlin gedeckt. Am Ort der Handlung, dem nicht benannten Städtchen nahe bei den Schieferbrüchen, hat Schönow zwei gute Freunde. Beide sterben. Erstens hinterlässt Schönows Kriegskamerad, der „arme Maurergesell“ Ludolf Amelung, Invalide nach der Schlacht bei Beaune-la-Rolande, einen 20-jährigen kleinen Bruder – den „verunglückten“ stud. phil. Gerhard Amelung. Zweitens hinterlässt Schönows Freund und Geschäftsfreund, der verschuldete Kreismaurermeister Hamelmann, eine Tochter – das 16-jährige Fräulein Hroswitha, Wittchen genannt.
Der Steinbruchbesitzer Wilhelm Schönow hilft den beiden Waisen Wittchen und Gerhard. Der lustige Herr aus Berlin bringt Wittchen einfach im Häuschen der Amelungs unter. Bald aber fürchtet Herr Schönow das Gerede der Kleinstädter. Er   ruft nicht etwa die in der Ehe über 250 Pfund schwer gewordene kinderlose Gattin Helene aus dem fernen Berlin herbei. Seine Jugendfreundin, das dünne alte Fräulein Julie Kiebitz, soll herhalten. Jenes Fräulein – die letzte Berliner Hegelianerin – ist die gelehrte Tochter des seligen Prof. Dr. Kiebitz. Seinerzeit, als der Laufbursche Wilhelm Schönow in Berlin noch unter einer Treppe schlief, hatte das hoch geehrte – damals 14-jährige – Fräulein den „Straßenstrolch“ unter jener Treppe hervorgezogen, zum Dachdecker ausbilden lassen und schließlich mit 3000 Talern geschäftlich auf die Beine geholfen.
Herr Schönow, der zugereiste Millionär, unerfahren „in Junge-Mädchen-Sachen“, weiß als Mann nicht weiter. Fräulein Julie folgt seinem Rufe in die „fremden Berge und Wälder, um allerlei Unmündigen aus der Verwirrung zu helfen“. Die Berlinerin steigt im Preußischen Hofe des Städtchens ab. Unterdessen haben sich die jungen Leute ineinander verliebt. Der verliebte Studiosus muss inzwischen für seinen neuen Vormund den Schreibkram erledigen. Fräulein Julie tauscht mit dem armen Gerhard die Unterkunft. Das Fräulein zieht als Anstandsdame in die Villa Schönow um. Die idyllisch am Rande des Städtchens gelegene „Villa“, eben noch lauschiges Plätzchen der zwei Turteltauben gewesen, ist weiter nichts als das kleine „Gärtneranwesen“ des „toten Franzosensiegers“ Ludolf Amelung. Herr Schönow hat das Häuschen samt Gärtchen aufgekauft. Er nimmt den Pflegesohn nach Berlin mit. Dort ermöglicht der Bauunternehmer dem „verunglückten Gelehrten“ weitere Studien bei Dr. Schwerfall.
Neugierig gemacht, hat der Schieferdecker Schönow seine Gattin Helene weniger mit der brieflichen Anmerkung, er wolle ihr mitten in gesunder Waldesluft eine Villa kaufen, als vielmehr mit dem Hinweis, er fühle sich von nun ab für seine „zwee Mündel“ Gerhard und Wittchen verantwortlich. Frau Helene Schönow vermutet einen doppelten Seitensprung des „Ehegenossen“, dieses „alten Spreekrokodils“ und setzt den ihr ergebenen Privatsekretär Giftge zur Eruierung der Frage: „Wo sie et fertig jebracht haben?“ auf die heiße Spur. Schließlich hält es die Dame nicht länger in Berlin aus. Frau Schönow trennt sich mutig von der Hauptstadt und bricht zur Besichtigung der Villa in Richtung Gebirge auf. Die gleichzeitig reisenden Gatten verfehlen sich. In dem Städtchen angekommen, quartiert sich die Frau im Preußischen Hof ein. Frau Schönow findet wider Erwarten Gefallen an der „nichtswürdigen hiesigen Kapitalanlage“ des Gatten. Zudem „jefällt“ ihr die „Jejend unjemein“ und sie „absolutiert“ ihren „Ollen absolutemang von allem“, was er hinter ihrem Rücken „injerührt“ hat.
Fräulein Julie ist vom bevorstehenden Happy End überzeugt. Wittchen und Gerhard sollen ein Paar werden. Während Gerhard in Berlin studiert, schläft Wittchen „ihren Kinderschlaf in der Villa Schönow“.

## Zwei Kriege
Zwar wird Unteroffizier Wilhelm Schönow als alter Haudegen dargestellt (siehe Anfang des obigen Kapitels „Inhalt“), doch der Text kann trotzdem streckenweise als Antikriegsbuch in dem Sinne gelesen werden: Herr Schönow wirft in emotionsgeladenen Statements gelegentlich die Frage auf: Wie geht das Deutsche Reich mit seinen Kriegsopfern um? Eines der Opfer von 70/71 ist der Unteroffizier Ludolf Amelung. Er stirbt an den Spätfolgen der Schlachten bei Spichern und Beaune-la-Rolande. Als Fräulein Julie die Villa Schönow betritt (siehe oben), findet sie darin Gerhards Tante Jakobine Fiesold vor und muss sich fortan die Sprüche der „alten naiven Egoistin“ zum Thema Krieg anno 1870 anhören: „Und dem Ludolf habe ich es ja gleich gesagt, als sie ihm sein Papier für den Krieg zustellten oder ihn sich vom Bauplatze mündlich abholten: Junge, habe ich gesagt..., paß auf, dieses geht nicht gut aus, und wer dafür zu büßen hat, das sind wir!“

## Form
Charakteristisch für Raabe sind die sprechenden Namen. Zum Beispiel die Gerhard in Berlin bevorstehenden Studien bei Dr. Schwerfall werden alles andere als leicht sein. Die Tante Jakobine Fiesold hat den Namen nach der Tat. Die alte Frau ist ein fieser Charakter. An Querverbindungen fehlt es nicht. Schönows Freund Ulrich Schenck vom „Deutschen Adel“ wird vorgestellt.
Über weite Strecken des Textes wird in ellenlangen Monologen berlinert. Das wirkt ermüdend, doch manchmal auch erheiternd. Zum Beispiel sagt Herr Schönow: „Der Deubel soll mir frikassieren.“

## Selbstzeugnis
- Tagebucheintrag vom 29. April 1884: „Man hat genug von Raabe; seine letzten Bücher gleichen einander zu sehr.“ Hintergrund: „Villa Schönow“ war im Frühjahr 1884 in Westermanns Monatsheften vorabgedruckt worden.[15] Leser hatten sich daraufhin bei Westermann schriftlich über die langweilige Lektüre beschwert.[16]

## Rezeption
- Im Januar 1885 publiziert Moritz Necker in den „Grenzboten“ den Beitrag eines Anonymus, nach dem das „berlinische Wesen“ im Mittelpunkt des Textes stehe.[17]
- Im „Leipziger Tageblatt“ vom 11. Juli 1886 hebt ein anderer Anonymus  die „meisterhafte Schilderung des Kleinstadtlebens“ hervor.[18]
- Meyen[19] gibt fünf Arbeiten aus den Jahren 1885 bis 1951 an.

### Verwendete Ausgabe
- Villa Schönow. Eine Erzählung. In: Rosemarie Schillemeit (Hrsg.): Wilhelm Raabe: Sämtliche Werke. Band 15: Fabian und Sebastian. 2. Auflage. Vandenhoeck & Ruprecht, Göttingen 1979, ISBN 3-525-20130-3, S. 386–571.

### Ausgaben
- Villa Schönow. 2. Auflage. Verlag von Otto Janke, Berlin 1903, OCLC 247627058.
- Meyen[20] nennt vier Ausgaben.